# ستيفن ألفاريز
ستيفن ألفاريز (مواليد 1965) هو مصور صحفي أمريكي ينتج قصصًا عالمية عن الاستكشاف والثقافة والدين وعواقب الصراع. كان مصور ناشيونال جيوغرافيك منذ عام 1995. وقد حصلت صوره على جوائز في صور العام الدولي  وفنون الاتصالات  وتم عرضها في مهرجان فيزا بور ليماج الدولي للتصوير الصحفي  في بربينيان بفرنسا .

## حياته في التصوير
- كان أول تعيين له في مجلة ستيفن ألفاريز في عام 1991 من مجلة تايم [5] لتصوير الاكتشافات في كهف الماموث. وقد واصل تصوير استكشاف الكهوف والمناظر الطبيعية تحت الأرض في جميع أنحاء العالم.

- أخذته مهمة ناشيونال جيوغرافيك الأولى في عام 1995 أكثر من 20000 قدم في جبال الأنديز البيروفية لتصوير اكتشاف إنكان مومى خوانيتا، مايدن مايدن، البالغ من العمر 500 عام. [6]

- واصل عمله في National Geographic مع العديد من قصص الرحلات الاستكشافية. سافر إلى بورنيو لتوثيق استكشاف كهوف ساراواك للمساعدة في الحفاظ عليها. [7]

- في بليز، غطى الفاريز رحلة استكشافية في الغابة عام 1999 لرسم خريطة تشيكيبول، أطول كهف في أمريكا الوسطى. [8]

- في المكسيك قام بتصوير كهف كبريتيد الهيدروجين السام، Cueva de Villa Luz ، حيث يدرس العلماء دلائل على أصول الحياة. [9]

- سافر إلى الشرق الأوسط لـ National Geographic في 2001-2002 لتصوير صحارى الربع الخالي والكهوف الهائلة في عمان على هضبة سيلما بما في ذلك مجلس الجن. [10]

- قامت منظمة الحفاظ على الطبيعة بتعيين الفاريز لتوثيق الحفاظ المستمر على الكهوف والاستكشاف في جنوب شرق الولايات المتحدة لمقال عام 2004. [11]

- في عام 2004 فاز ألفاريز بمنحة مركز بانف لتصوير كهف سوالوز، حفرة عميقة في المكسيك، وعرض عمله في بانف في عام 2006.

- قصة مايا العالم السفلي، التي نشرت في مجلة ناشيونال جيوغرافيك في نوفمبر 2004 ، أخذت الفاريز إلى المكسيك وغواتيمالا وبليز وهندوراس. [13] تغطي القصة نظرة العالم إلى شعوب المايا اليوم من خلال طقوسهم وديانتهم بالإضافة إلى ماضيهم الأثري. جحيم المايا لديه جذور في كتاب مايا المقدسة في بوبول فوه. تمت دعوة ألفاريز لعرض هذا العمل في مهرجان Visa pour L’Image للتصوير الصحفي الدولي في عام 2005. [12]

- استغل الفاريز بعض الوقت من مهنته لتوثيق الصراع الدائر وآثاره في شمال أوغندا وجنوب السودان.

واحدة من صوره لدورة العنف على أوغندا

## الجوائز
- بانف ماونتن سنتر غرانت آند إكزيبيت 2004
- مصور العام الدولي 2004
- فنون الاتصالات 45 (2004)

Visa Pour L’Image Exhibit 2005 *
National Geographic Lecture Under the Map 2006 *
PDN Photo Annual 2006 *
- مشروع الحدود الأوغندية / السودان 2006

The Aftermath Project Auction 2006 *
Communications Arts 48، Editorial Series (2007) *